# HD 18262
HD 18262，又名BD+07 450，SAO 110851、HR 870，是一颗恒星，视星等为5.97，位于銀經167.75，銀緯-43.37，其B1900.0坐标为赤經2h 50m 52.7s，赤緯+7° -43.37′ 46″。